# Hasan Yaşar
Hasan Yaşar (* 2. November 1984 in Tavşanlı) ist ein türkischer Fußballspieler, der für Tavşanlı Linyitspor spielt.

## Karriere
Yaşar begann mit dem Vereinsfußball in der Jugend von TKİ Tavşanlı Linyitspor und wurde 2007 noch mit einem Amateurvertrag in den Profikader aufgenommen. Bis zum Saisonende absolvierte er 20 Viertligabegegnungen. Zum Sommer 2008 erhielt er dann einen Profivertrag und war fortan vollwertiges Mitglied der Profis. Mit Linyitspor gelang ihm im Sommer 2009 der Aufstieg in die TFF 2. Lig. Mit diesem bisher unbekannten Verein wurde Yaşar im Sommer 2010 auch noch Play-off-Sieger der TFF 2. Lig und erreichte den Aufstieg in die zweithöchste türkische Liga, in die TFF 1. Lig. In der TFF 1. Lig setzte man sich an der Tabellenspitze fest und übernahm zeitweilig sogar die Tabellenführung. Zum Saisonende schaffte es der Verein zwar in die Play-offs der TFF 1. Lig, verpasste jedoch hier in der Vorschlussrunde den Aufstieg in die Süper Lig.
Im Sommer 2013 wechselte Yaşar zu Nazilli Belediyespor, kehrte aber bereits zur nächsten Winterpause zu Linyitspor zurück.

## Erfolge
- Mit TKİ Tavşanlı Linyitspor:
  - Aufstieg in die TFF 1. Lig: 2008/09
  - Play-off-Sieger der TFF 2. Lig: 2009/10
  - Aufstieg in die TFF 1. Lig: 2009/10